# Ruth M. Kirk

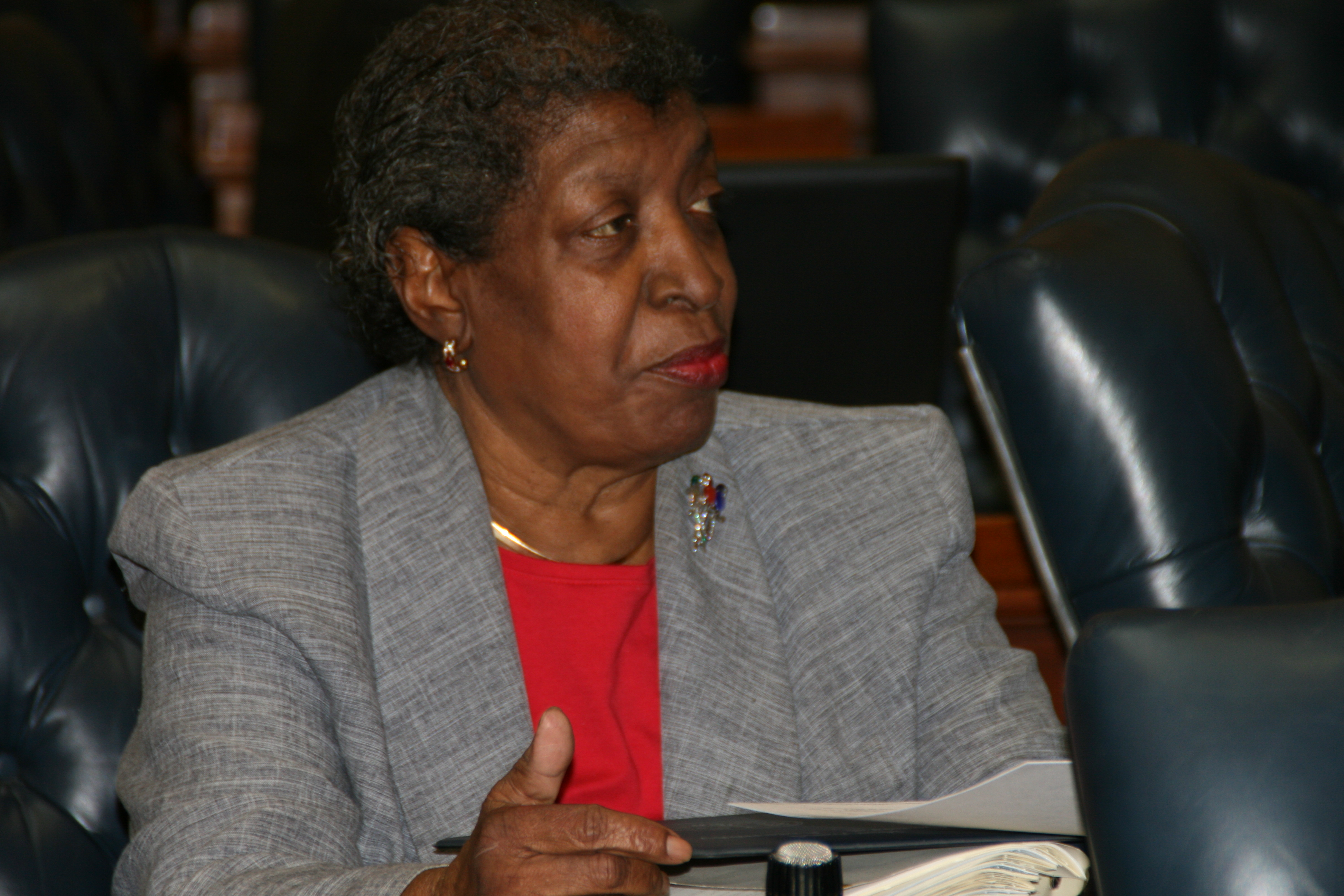
Ruth M. Kirk

Ruth M. Kirk (2 de febrero de 1930 - 17 de junio de 2011) fue una política estadounidense que representó al distrito legislativo número 44 en la Cámara de Delegados de Maryland. Fue elegida siete veces y sirvió un total de 28 años representando el oeste y centro-oeste de Baltimore.

## Resultados de las elecciones primarias demócratas, 2010
| Nombre                   | Votos | Por ciento | Resultado |
| ------------------------ | ----- | ---------- | --------- |
| Keith E. Haynes          | 4859  | 25.9%      | Ganó      |
| Keiffer J. Mitchell, Jr. | 4481  | 13.9%      | Ganó      |
| Melvin L. Stukes         | 3321  | 17.7%      | Ganó      |
| Ruth Kirk                | 2860  | 15.2%      | Perdió    |
| Chris Blake              | 973   | 5.1%       | Perdió    |
| Gary T. English          | 907   | 4.8%       | Perdió    |

## Resultados de elecciones generales, 2006
| Nombre                | Votos  | Por ciento | Resultado |
| --------------------- | ------ | ---------- | --------- |
| Melvin L. Stukes Dem. | 13,173 | 34.0%      | Ganó      |
| Ruth M. Kirk, Dem.    | 12,894 | 33.3%      | Ganó      |
| Keith E. Haynes, Dem. | 12,565 | 32.4%      | Ganó      |
| Otros                 | 129    | 0.3%       |           |